# District de Kikuchi
Le district de Kikuchi (菊池郡, Kikuchi-gun) est un district de la préfecture de Kumamoto, au Japon, doté d'une superficie de 211,54 km2.

## Municipalités
- Kikuyō
- Ōzu

## Historique
- Le 22 mars 2005, les bourgs de Shichijō et Shisui fusionnent avec le village de Kyokushi et sont annexés à la ville de Kikuchi.
- Le 27 février 2006, les bourgs de Kōshi et Nishigōshi fusionnent pour former la nouvelle ville de Kōshi.